# Estación de Entrecampos Poente
Entrecampos-Poente es una prolongación al oeste (de ahí el nombre) de la estación ferroviaria de Entrecampos, en la Línea de Cintura, en Lisboa, Portugal. Fue creada para sustituir, del lado norte de la Línea de Cintura, la efímera estación de Cinco de octubre, cuyo corto ramal enlazaba al sur en la Línea de Cintura. Permitiría con esta estación los accesos, equipamientos de apoyo y venta de billetes, señalización, personal, y maniobras ferroviarias.
Sirve solo de terminal a convoyes de la Línea del Oeste, ya que estas circulaciones usan la estación de Entrecampos cuando hacen parada intermedia, habitualmente siguiendo a (o procedentes de) Santa Apolónia — lo que en la práctica corresponde apenas a moverse 400 m más al este.